# Hromada
Terytorialna hromada (ukr. Територіальна громада) – jednostka podziału administracyjnego na Ukrainie.
Na terenie Ukrainy jest 1470 terytorialnych hromad.
Terytoria hromad terytorialnych (które z kolei podzielone są na 7567 okręgów starościńskich) tworzą rejony, kilka rejonów tworzy obwody.

## Regulacje prawne
Od 2020 r. na Ukrainie hromada terytorialna jest podstawową jednostką samorządu terytorialnego.
Terytorialna hromada może być hromadą wiejską, hromadą osiedlową lub hromadą miejską.

### Organy hromady terytorialnej[3]
- władza uchwałodawcza i kontrolna:
  - rada hromady
  - komisje stałe i doraźne (powoływane przez radę hromady spośród radnych)
- władza wykonawcza:
  - przewodniczący rady (w hromadach miejskich - mer)
  - komitet wykonawczy rady hromady.

| Nazwa jednostki terytorialnej | Hromada wiejska               | Hromada osiedlowa              | Hromada miejska                     |
| ----------------------------- | ----------------------------- | ------------------------------ | ----------------------------------- |
| Organ przedstawicielski       | Rada wiejska                  | Rada osiedlowa                 | Rada miejska                        |
| Sposób wyboru                 | Wybory bezpośrednie           | Wybory bezpośrednie            | Wybory bezpośrednie                 |
| Kadencja                      | 5 lat                         | 5 lat                          | 5 lat                               |
| Głowa hromady                 | Przewodniczący rady wiejskiej | Przewodniczący rady osiedlowej | Przewodniczący rady miejskiej (mer) |
| Sposób wyboru                 | Wybory bezpośrednie           | Wybory bezpośrednie            | Wybory bezpośrednie                 |
| Kadencja                      | 5 lat                         | 5 lat                          | 5 lat                               |